# Cine Versalles
El Cine Versalles va ser un sala d'exhibició cinematogràfica ubicada en el núm. 463 del carrer de Mallorca de Barcelona. Va obrir les portes l'any 1928 i les va tancar l'any 1982. Posteriorment, l'espai es va convertir en una discoteca amb el nom de Sala Barçalles i des de 1997 en una llar d'avis.